# Dallas County (Missouri)
Das Dallas County ist ein County im US-amerikanischen Bundesstaat Missouri. Im Jahr 2020 hatte das County 17.071 Einwohner und eine Bevölkerungsdichte von 12,2 Einwohnern pro Quadratkilometer. Der Verwaltungssitz (County Seat) ist Buffalo.

## Geografie
Das County liegt im mittleren Südwesten von Missouri am Nordrand der Ozarks. Es hat eine Fläche von 1406 Quadratkilometern, wovon drei Quadratkilometer Wasserfläche sind. An das Dallas County grenzen folgende Nachbarcountys:
| Hickory County | Camden County  |                |
| Polk County    |                | Laclede County |
| Greene County  | Webster County |                |

## Geschichte

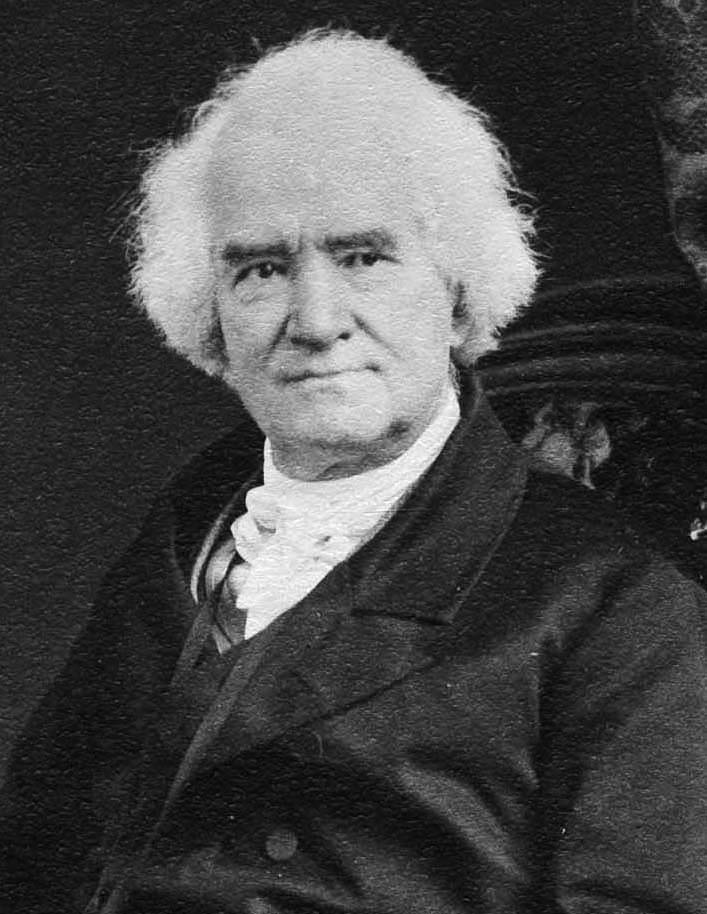
G. M. Dallas

Das Dallas County wurde 1841 gebildet. Benannt wurde es nach George M. Dallas (1792–1864), dem 11. US-Vizepräsidenten unter James K. Polk.

Ein Bauwerk im County ist im National Register of Historic Places eingetragen (Stand 5. Februar 2018).

## Demografische Daten
Nach der Volkszählung im Jahr 2010 lebten im Dallas County 16.777 Menschen in 6444 Haushalten. Die Bevölkerungsdichte betrug 12 Einwohner pro Quadratkilometer. In den 6444 Haushalten lebten statistisch je 2,58 Personen.
Ethnisch betrachtet setzte sich die Bevölkerung zusammen aus 96,6 Prozent Weißen, 0,4 Prozent Afroamerikanern, 0,9 Prozent amerikanischen Ureinwohnern, 0,3 Prozent Asiaten sowie aus anderen ethnischen Gruppen; 1,7 Prozent stammten von zwei oder mehr Ethnien ab. Unabhängig von der ethnischen Zugehörigkeit waren 1,7 Prozent der Bevölkerung spanischer oder lateinamerikanischer Abstammung.
24,4 Prozent der Bevölkerung waren unter 18 Jahre alt, 58,4 Prozent waren zwischen 18 und 64 und 17,2 Prozent waren 65 Jahre oder älter. 50,1 Prozent der Bevölkerung war weiblich.

Das jährliche Durchschnittseinkommen eines Haushalts lag bei 38.101 USD. Das Pro-Kopf-Einkommen betrug 18.400 USD. 16,4 Prozent der Einwohner lebten unterhalb der Armutsgrenze.

## Ortschaften im Dallas County
Citys
- Buffalo
- Urbana

Village
- Louisburg

Census-designated place (CDP)
- Bennett Springs1

Andere Unincorporated Communities
| - Cedar Ridge - Celt - Charity - Cloverdale - Corkery - Earnestville | - Foose - Handley - Herrick Ford - Leadmine - Long Lane - March | - Olive - Plad - Pumpkin Center - Redtop - Spring Grove - Thorpe | - Tunas - Wall Street - Windyville - Wood Hill |

1 – teilweise im Laclede County

## Gliederung
Das Dallas County ist in elf Townships eingeteilt:
| Township              | Einwohner (2010) | FIPS     |
| --------------------- | ---------------- | -------- |
| Grant Township        | 1270             | 29-28450 |
| Jackson Township      | 2207             | 29-35720 |
| Jasper Township       | 1019             | 29-36494 |
| Lincoln Township      | 986              | 29-42680 |
| Miller Township       | 695              | 29-48188 |
| North Benton Township | 4113             | 29-52886 |
| Sheridan Township     | 1530             | 29-67304 |
| Sherman Township      | 536              | 29-67412 |
| South Benton Township | 2376             | 29-68636 |
| Washington Township   | 919              | 29-77344 |
| Wilson Township       | 1126             | 29-80170 |